# Kaiser-Wilhelm-I.-Denkmal (Königsberg)

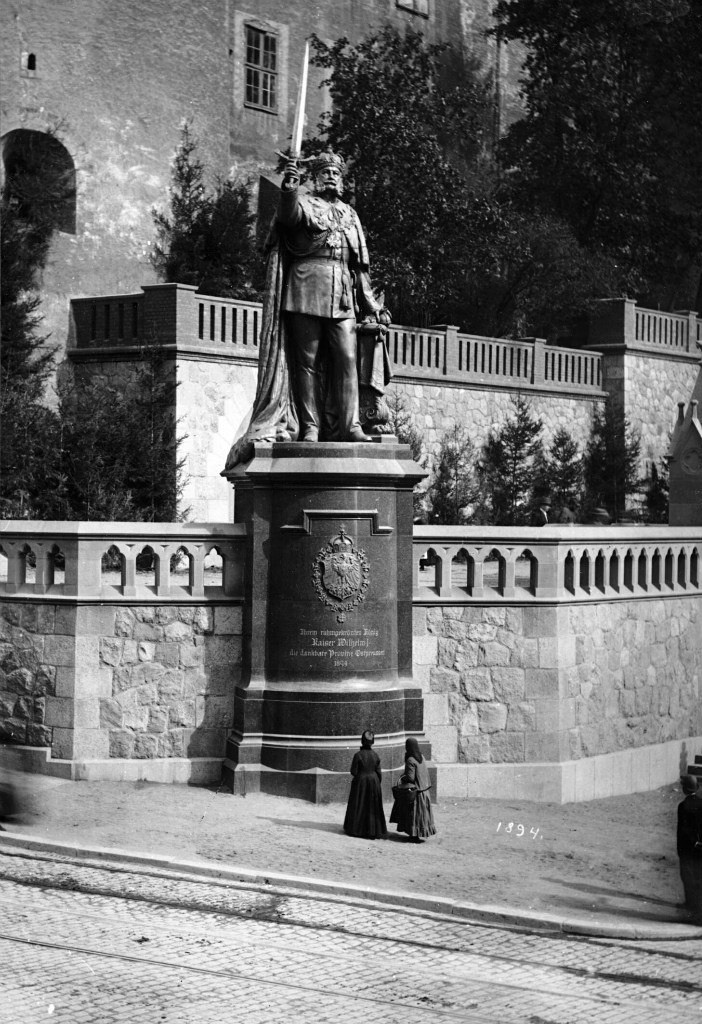
Denkmal für Kaiser Wilhelm I. (1894)

Das Kaiser-Wilhelm-I.-Denkmal in Königsberg stand auf dem Kaiser-Wilhelm-Platz an der südwestlichen Ecke des Schlosses.
Es gehört zu den bekanntesten Werken von Friedrich Reusch. Das fünf Meter (bis zur Schwertspitze 6,80 m) große, „Ostpreußische Provinzialdenkmal“ des Kaisers Wilhelm I., der im Ornat seiner Krönung zum Preußischen König am 2. Januar 1861 dargestellt ist. Das bei Schäffer & Walcker in Berlin gegossene Standbild zeigt den Monarchen, der in der hocherhobenen rechten Hand das Albrechtsschwert hält, auf einem 1900 Zentner schweren Granitfindling aus dem Samland. Das Denkmal wurde am 4. September 1894 in Gegenwart des Kaiserpaares und des Prinzen Albrecht von Preußen auf dem Kaiser-Wilhelm-Platz enthüllt. Schon damals waren die Gesamtkosten mit 376.000 Mark beachtlich; allein die Kaiserstatue kostete 220.000 Mark. Das Geld wurde in erster Linie durch freiwillige Beträge und einen Zuschuss des Provinziallandtages aufgebracht.  
Das Denkmal hatte den Zweiten Weltkrieg unbeschädigt überstanden. Nachkriegsaufnahmen von 1948 zeigen den Kaiser ohne Kopf und Schwert. Die sowjetischen Behörden in Kaliningrad entfernten das Denkmal Anfang 1950.